# Mosaic cultural
El mosaic cultural és un concepte utilitzat per a descriure la mescla de grups ètnics, idiomes i cultures que coexisteixen dins la societat del Canadà.
Els components del mosaic mantenen la seva identitat, tot i formar un conjunt nou. La idea prové de l'obra de 1938 [títol traduït] El mosaic canadenc: crear una nació del nord de l'escriptor i traductor John Murray Gibbon (1875-1952). Es diferenciaria del concepte del gresol (melting pot), on tots els components «fonen» i formen un aliatge nou, terme que sovint es fa servir als veïns Estats Units com ideal de l'assimilació cultural. La idea subjacent és la d'un ideal d'estat multicultural. És un assaig de resposta al dilema entre el respecte de la diversitat i la necessitat de cohesió social. Un repte a un país amb més de dos cents grups ètnics (dades del 2001) i on vint per cent dels habitants van néixer fora del país.
El multiculturalisme va esdevenir la política oficial del govern canadenc des del 1971. Es va confirmar amb la promulgació de la llei sobre el manteniment i la valorització del multiculturalisme canadenc de 1985. Entre l'ideal i la realitat roman feina per fer. El sociòleg John Porter va provar el 1965 que els immigrants d'origen britànic tenien renda superior, millora educació i salut i que eren sobrerepresentats en els elits de govern i de l'economia, amb els altres europeus a mitjans de l'escala i els inuit i primeres nacions a baix. Malgrat els intents, aquesta situació només va evolucionar un poc, sobretot per a la minoria de parla francesa. Es posa avui com antany, la qüestió on comença el risc de crear guetos i on s'acaba el respecte de la diversitat, o com garantir l'equivalència de les cultures quan de facto una cultura, la britànica, és dominant.